# Lucanus sericeus ohbayashii
Lucanus sericeus ohbayashii es una subespecie de la especie Lucanus sericeus,  coleóptero de la familia Lucanidae.

## Distribución geográfica
Habita en Laos.